# Plouégat-Moysan
 Plouégat-Moysan  (en bretón Plegad-Moezan) es una población y comuna francesa, situada en la región de Bretaña, departamento de Finisterre, en el distrito de Morlaix y cantón de Plouigneau.

## Demografía
| 587 | 543 | 500 | 480 | 501 | 545 | 686 | 716 |
| Para los censos de 1962 a 1999 la población legal corresponde a la población sin duplicidades (Fuente: INSEE [Consultar]) |     |     |     |     |     |     |     |